# Ян Горенц
Ян Горенц (словен. Jan Gorenc, нар. 26 липня 1999, Брежиці, Словенія) — словенський футболіст, захисник бельгійського «Ейпена».

## Ігрова кар'єра

### Клубна
Ян Горенц є вихованцем футбольної школи клубу «Кршко». Починаючи з сезону 2016/17 футболіста почали залучати до матчів першої команди. У 2018 році Горенц приєднався до столичної «Олімпії», з якою він виграв Кубок Словенії.
Та зігравши в основі «Олімпії» лише два матчі, у лютому 2020 року як вільний агент Горенц перейшов до «Мури». З «Мурою» футболіст виграв національний Кубок та став чемпіоном країни, а також дебютував у матчах єврокубків.
У липні 2022 року Горенц підписав дворічний контракт з бельгійським «Ейпеном». Першу гру у чемпіонаті Бельгії Горенц провів 19 серпня 2022 року.

### Збірна
У 2021 році у складі молодіжної збірної Словенії Ян Горенц був учасником домашнього молодіжного Євро.

## Титули
Олімпія
 Переможець Кубка Словенії: 2018/19
Мура
 Чемпіон Словенії: 2020/21
 Переможець Кубка Словенії: 2019/20